# Bat Ye'or
Bat Ye'or, in ebraico בת יאור, ovvero figlia del Nilo, pseudonimo della scrittrice ebrea Gisèle Littman (Il Cairo, 1933), è una saggista egiziana naturalizzata britannica.

## Biografia
Nasce al Cairo nel 1933 come Gisèle Orebi. Nel 1956 l'intera sua famiglia è privata della nazionalità egiziana, sulla scia delle misure adottate contro gli ebrei egiziani da Gamal Abd el-Nasser dopo la crisi di Suez. Si trasferisce con i genitori nel Regno Unito nel 1957.
Nell'agosto 1959 si sposa con David Littman, acquisendo così la cittadinanza britannica; tra il 1958 e 1960 frequenta l'Istituto di archeologia dell'University College di Londra.
Nell'ottobre 1960 si trasferisce in Svizzera dove, dal 1961 al 1962, studia scienze sociali all'Università di Ginevra.
Bat Ye'or è nota a livello mondiale come pioniera nello studio dei dhimmi e del Jihād.
Pubblica articoli su riviste di tutto il mondo e concede interviste a radio e televisione. Ha inoltre pronunciato discorsi davanti al Congresso degli Stati Uniti e alla Commissione per i diritti umani delle Nazioni Unite.

## I dhimmi
Bat Ye'or è nota per aver diffuso il termine dhimmi attraverso il libro Islam and Dhimmitude: Where Civilizations Collide.
In particolare, la parola dhimmitudine indica lo stato di sottomissione al dominio islamico di territori e popolazioni accompagnata dal pagamento di un'imposta (jizya). In cambio, le popolazioni sottomesse ricevono dalle autorità la promessa di protezione (dhimma).

## Eurabia e dhimmitudine
Nel suo libro Islam and Dhimmitude: Where Civilizations Collide si è così espressa:
Considera la dhimmitudine come la condizione sociale che nasce dal Jihād, da lei definita come lo stato di insicurezza in cui versano gli infedeli ai quali viene chiesto di sottomettersi a una condizione di umiliazione. Ye'or considera la situazione dei dhimmi nel contesto del Jihad:
La più controversa delle idee di Bat Ye'or è l'affermazione che in Occidente è in atto un processo di islamizzazione. Per esprimere questo concetto ha coniato il termine di Eurabia (dal titolo di un suo libro: The Euro-Arab Axis). L'autrice vede questo processo come il risultato di una politica estera europea conciliante con i paesi arabi, orchestrata dalla Francia per aumentare l'influenza europea ai danni degli Stati Uniti. Secondo questa teoria, il cambio culturale europeo sarebbe cominciato all'indomani della Crisi energetica degli anni settanta del secolo scorso, che avrebbe obbligato i dirigenti europei a fare concessioni ai paesi arabi produttori di petrolio. Per Bat Ye'or principale conseguenza di questa politica è l'ostilità europea verso Israele.
Bat Ye'or si occupa anche di temi come il rispetto del pluralismo, dei diritti umani nel mondo islamico e i presupposti teologici del Jihad.

## Opere
- The Dhimmi: Jews & Christians Under Islam, 1985, Fairleigh Dickinson University Press, ISBN 0838632629.
- The Decline of Eastern Christianity: From Jihad to Dhimmitude, 1996, Fairleigh Dickinson University Press, ISBN 0838636888 (trad. it. Il declino della cristianità sotto l'Islam, Lindau, Torino, 2009).
- Islam and Dhimmitude: Where Civilizations Collide, 2001, Fairleigh Dickinson University Press, ISBN 0838639437.
- Eurabia: The Euro-Arab Axis, 2005, Fairleigh Dickinson University Press, ISBN 083864077X (trad. it.  Eurabia. Come l'Europa è diventata anticristiana, antioccidentale, antiamericana, antisemita, Lindau, Torino, 2007).
- Verso il califfato universale. Come l'Europa è diventata complice dell'espansionismo musulmano, Lindau, Torino, 2009.

## Critiche
Secondo il giornalista Adi Schwartz, a far di lei una figura controversa vi sono le sue opinioni, ma anche il suo essere solo una ricercatrice indipendente, non avendo mai percorso una carriera accademica e mai insegnato in Università. Egli cita il professor Robert S. Wistrich, capo del Vidal Sassoon International Center for the Study of Antisemitism, il quale osserva come le sue pubblicazioni fossero ignorate fino al 1980, e che gli studiosi iniziarono ad interessarsi di lei solo quando Bernard Lewis, uno dei massimi studiosi del Vicino Oriente, professore nella School of Oriental and African Studies dell'Università di Londra e professore emerito di Studi sul Vicino Oriente all'Università di Princeton, pubblicò il libro Gli ebrei nell'Islam, in cui riportava citazioni di Bat Ye'or. Lo stesso Bernard Lewis, peraltro, ha definito la dhimmitudine come un "mito da sfatare".
Mark R. Cohen, uno dei massimi studiosi della storia delle comunità ebraiche sotto dominazione islamica, dice che Bat Ye'or "ha reso famoso" il termine dhimmitudine, che lui ritiene essere "fuorviante". Cohen ritiene che la dhimma connotava la protezione (il suo significato in arabo significa proprio protetto) e che garantiva autonomia alle minoranze e pari opportunità economiche.
Michael Sells, professore di storia e letteratura islamica presso l'Università di Chicago, ha sostenuto che "oscurando l'esistenza, in Europa, di comunità pre-cristiane, e di altre antiche comunità non cristiane, così come il motivo della loro scomparsa in altre aree d'Europa, Bat Ye'or costruisce un confronto non coerente tra l'Europa dei valori cristiani e illuministici, a suo dire sempre umana, e presunte continue persecuzioni all'interno dell'Islam. Ogni volta che c'è la possibilità di un serio confronto sulla storia delle condizioni dei non cristiani in Europa e la condizione dei non musulmani sotto il dominio islamico, Bat Ye'or non accetta tale confronto".
In una recensione di The Decline of Eastern Christianity Under Islam: From Jihad to Dhimmitude (tr. it. Il declino della cristianità sotto l'Islam), lo storico statunitense Robert Brenton Betts ha definito fuorviante il titolo, così come la premessa centrale del libro. Egli ha detto: "Il tono generale del libro è di parte e chiaramente anti-islamico. Sono trattati solo i peggiori esempi di comportamenti anti-cristiani attuati dai musulmani, in genere in tempo di guerra.
Secondo lo studioso statunitense Joel Beinin, Bat Ye'or esemplifica la versione "neo-lacrimosa" della storia ebraica egiziana. Secondo Beinin, questa prospettiva è "l'interpretazione sionista della storia degli ebrei in Egitto".